# Supersypnoides parva
Supersypnoides parva är en fjärilsart som beskrevs av Emilio Berio 1958. Supersypnoides parva ingår i släktet Supersypnoides och familjen nattflyn. Inga underarter finns listade i Catalogue of Life.